# マツアメリカムシクイ
マツアメリカムシクイ（学名:Dendroica pinus）は、スズメ目アメリカムシクイ科に分類される鳥類の一種。

## 生息地
- 繁殖地は、北米東部。
- フロリダの個体群は留鳥。
- 他の群の越冬地は、メキシコ北東部・カリブ海諸島。